# Eumicrotremus schmidti
Eumicrotremus schmidti är en fiskart som beskrevs av Lindberg och Legeza, 1955. Eumicrotremus schmidti ingår i släktet Eumicrotremus och familjen sjuryggsfiskar. Inga underarter finns listade i Catalogue of Life.
Den är uppkallad efter den ryske iktyologen Peter Schmidt.